# Stanwick
Stanwick är en ort och civil parish i Storbritannien.   Den ligger i grevskapet Northamptonshire och riksdelen England, i den sydöstra delen av landet, 100 km norr om huvudstaden London. Stanwick ligger 53 meter över havet och antalet invånare är 1 967.
Terrängen runt Stanwick är platt. Runt Stanwick är det tätbefolkat, med 319 invånare per kvadratkilometer. Närmaste större samhälle är Kettering, 13,2 km nordväst om Stanwick. Trakten runt Stanwick består till största delen av jordbruksmark.